# Ariel Cozzoni
Ariel Osvaldo Cozzoni (Rosario, Santa Fe, 21 de enero de 1964) es un político y exfutbolista argentino que se desempeñaba en la posición de delantero. Fue goleador, jugando para Newell's Old Boys, del Campeonato de Primera División 1989/90 de su país.
Entre 2019 y 2023 se desempeñó como concejal de Rosario por el Frente de la Esperanza.

## Trayectoria deportiva
Surgido de las divisiones inferiores de Newell's Old Boys, hizo su debut como profesional en Renato Cesarini. Volvió luego a su club de origen, integrándose al plantel que obtendría el título del Campeonato de Primera División 1987-88. Sin embargo no jugó en la Copa Libertadores 1988, ya que antes de comenzar el torneo fue cedido a préstamo por un año a Instituto de Córdoba. 
En su segundo retorno al club rosarino se destacaría en su rol de goleador, terminando su campaña en el Campeonato de Primera División 1989-90 con la suma de 23 anotaciones. Gracias a ello fue transferido al OGC Niza de Francia en 1990, pero regresó siete meses después, luego de que el club europeo fallara con la liquidación de los pagos. Se reincorporó a Newell's Old Boys, justo a tiempo para participar de la conquista del Campeonato de Primera División 1990-91. Luego de ello partiría nuevamente hacia el extranjero, esta vez para jugar en el Deportivo Toluca de México.
Cozzoni hizo su último retorno a Newell's Old Boys en el verano de 1993. En los años siguientes prosiguió su carrera en el ascenso argentino, registró un breve paso por el O'Higgins de Chile junto a su compatriota Gerardo Martino, y se retiró jugando para Gimnasia y Esgrima de Concepción del Uruguay.

### Clubes
| Club                               | País      | Año       |
| ---------------------------------- | --------- | --------- |
| Renato Cesarini                    | Argentina | 1984      |
| Newell's Old Boys                  | Argentina | 1985-1988 |
| Instituto de Córdoba               | Argentina | 1988-1989 |
| Newell's Old Boys                  | Argentina | 1989-1990 |
| OGC Niza                           | Francia   | 1990      |
| Newell's Old Boys                  | Argentina | 1991      |
| Deportivo Toluca                   | México    | 1991-1992 |
| Newell's Old Boys                  | Argentina | 1993      |
| Banfield                           | Argentina | 1993-1994 |
| Central Córdoba                    | Argentina | 1994-1996 |
| O'Higgins                          | Chile     | 1996      |
| Gimnasia de Concepción del Uruguay | Argentina | 1997      |

### Palmarés
| Título           | Club              | País      | Año  |
| ---------------- | ----------------- | --------- | ---- |
| Primera División | Newell's Old Boys | Argentina | 1988 |
| Primera División | Newell's Old Boys | Argentina | 1991 |

## Trayectoria política
Tras dejar el deporte profesional, Cozzani se convirtió en dirigente del club El Torito.  Posteriormente se involucró en el área administrativa de Newell's Old Boys, consiguiendo en 2008 ser nombrado Coordinador del Departamento de Fútbol Infantil.
Con esa experiencia de gestión, en 2017 decidió saltar a la arena política afiliándose al Partido Justicialista para competir en su elección interna de la lista de concejales de Rosario. Sin haber tenido éxito, en 2019 optó por presentar una candidatura independiente para la elección de concejales de ese año, utilizando para ello al sello y la estructura del partido Unite por la Familia y la Vida. Empero, poco después de haber asumido su banca en el parlamento municipal, se alineó con el PJ. Su espacio fue bautizado como Frente de la Esperanza.
En 2023 buscó renovar su escaño, pero no pudo conseguirlo por falta de apoyo popular. 